# Whitehead-Institut für biomedizinische Forschung

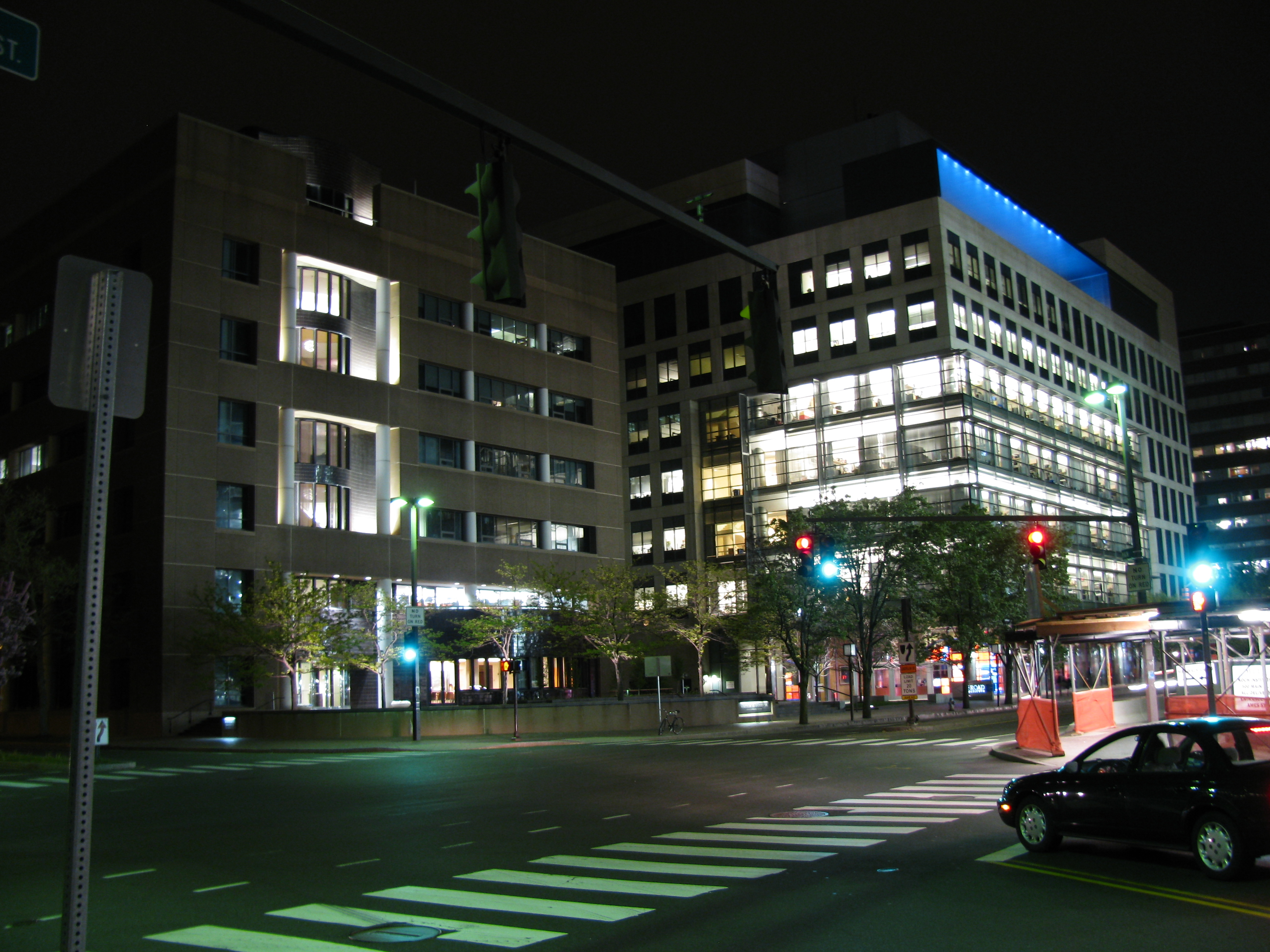
Nachtaufnahme des Whitehead-Instituts (linkes Gebäude)

Das Whitehead-Institut für biomedizinische Forschung, englisch Whitehead Institute for Biomedical Research, ist eine gemeinnützige Forschungs- und Bildungseinrichtung in Cambridge im US-Bundesstaat Massachusetts. Es wurde 1982 gegründet und ist hinsichtlich seiner Finanzierung, Verwaltung und Forschungsausrichtung vom ebenfalls in Cambridge ansässigen Massachusetts Institute of Technology (MIT) unabhängig, die Mitglieder des Instituts sind jedoch Professoren an der Abteilung für Biologie des MIT. Das Institut ist benannt nach dem Industriellen und Philanthropen Edwin C. Whitehead, der aus seinem auf wirtschaftlichen Aktivitäten im Bereich der medizinischen Diagnostik beruhenden privaten Vermögen insgesamt 135 Millionen US-Dollar bereitstellte, darunter 35 Millionen US-Dollar für den Bau des Instituts und jährliche Zahlungen von fünf Millionen US-Dollar für den Unterhalt.
Das Institute for Scientific Information bezeichnete das Whitehead-Institut im Jahr 1990 auf der Basis der Veröffentlichungen seiner Mitarbeiter als beste Forschungseinrichtung der Welt im Bereich der Molekularbiologie und der Genetik. Es ist eine der weltweit führenden Institutionen im Bereich der Genomforschung und war mit einem Anteil von rund einem Drittel der Daten, dem größten Beitrag einer einzelnen Einrichtung, wesentlich an der Entschlüsselung des menschlichen Genoms durch das Humangenomprojekt beteiligt. Zu den gegenwärtig 15 Angehörigen der Fakultät des Whitehead-Instituts (Members) zählen acht Mitglieder der Akademie der Wissenschaften der Vereinigten Staaten. Darüber hinaus gehören zu den bis zu 25 Forschungsgruppenleitern fünf bis sieben als Fellows bezeichnete Nachwuchswissenschaftler, die im Anschluss an ihre Promotion die Gelegenheit zu unabhängiger Forschung erhalten, ohne eine traditionelle Postdoc-Phase zu absolvieren. Die Zahl der weiteren Mitarbeiter beträgt rund 300, darunter etwa 200 wissenschaftliche Mitarbeiter.
Forschungsschwerpunkte des Instituts sind die Krebsforschung, die Entwicklungsbiologie und die Zellbiologie, die Neurobiologie, die Infektionsbiologie sowie die Genetik und Genomik. Der Jahresetat betrug 2006 rund 46 Millionen US-Dollar, davon waren rund 46 Prozent staatliche Projektmittel und 15 Prozent andere Fördermittel.